# Детане
Детане је насеље у Србији у општини Тутин у Рашком округу. Према попису из 2022. било је 105 становника.

## Демографија
У насељу Детане живи 152 пунолетна становника, а просечна старост становништва износи 30,4 година (30,0 код мушкараца и 30,9 код жена). У насељу има 49 домаћинстава, а просечан број чланова по домаћинству је 4,57.
Ово насеље је великим делом насељено Бошњацима (према попису из 2002. године).
|  |

| Демографија | Демографија | Демографија |
| Година      | Становника  | Становника  |
| ----------- | ----------- | ----------- |
| 1948.       | 276         |             |
| 1953.       | 320         |             |
| 1961.       | 377         |             |
| 1971.       | 293         |             |
| 1981.       | 234         |             |
| 1991.       | 319         | 307         |
| 2002.       | 224         | 265         |

| Етнички састав према попису из 2002.‍ | Етнички састав према попису из 2002.‍ | Етнички састав према попису из 2002.‍ | Етнички састав према попису из 2002.‍ | Етнички састав према попису из 2002.‍ |
| ------------------------------------ | ------------------------------------ | ------------------------------------ | ------------------------------------ | ------------------------------------ |
|                                      |                                      |                                      |                                      |                                      |
| Бошњаци                              | Бошњаци                              |                                      | 210                                  | 93,75%                               |
| Срби                                 | Срби                                 |                                      | 12                                   | 5,35%                                |
| Немци                                | Немци                                |                                      | 1                                    | 0,44%                                |
| непознато                            | непознато                            |                                      | 1                                    | 0,44%                                |

| Година пописа     | 1948. | 1953. | 1961. | 1971. | 1981. | 1991. | 2002. |
| ----------------- | ----- | ----- | ----- | ----- | ----- | ----- | ----- |
| Број домаћинстава | 40    | 46    | 54    | 42    | 39    | 62    | 49    |

| Број чланова      | 1 | 2 | 3 | 4 | 5 | 6 | 7 | 8 | 9 | 10 и више | Просек |
| ----------------- | - | - | - | - | - | - | - | - | - | --------- | ------ |
| Број домаћинстава | 3 | 9 | 7 | 9 | 6 | 4 | 8 | 0 | 0 | 3         | 4,57   |

| Пол    | Укупно | Неожењен/Неудата | Ожењен/Удата | Удовац/Удовица | Разведен/Разведена | Непознато |
| ------ | ------ | ---------------- | ------------ | -------------- | ------------------ | --------- |
| Мушки  | 84     | 38               | 43           | 2              | 1                  | 0         |
| Женски | 81     | 25               | 48           | 8              | 0                  | 0         |
| УКУПНО | 165    | 63               | 91           | 10             | 1                  | 0         |

| Пол    | Укупно                    | Пољопривреда, лов и шумарство | Рибарство                            | Вађење руде и камена | Прерађивачка индустрија       |
| ------ | ------------------------- | ----------------------------- | ------------------------------------ | -------------------- | ----------------------------- |
| Мушки  | 28                        | 24                            | 0                                    | 0                    | 1                             |
| Женски | 16                        | 14                            | 0                                    | 0                    | 0                             |
| УКУПНО | 44                        | 38                            | 0                                    | 0                    | 1                             |
| Пол    | Производња и снабдевање   | Грађевинарство                | Трговина                             | Хотели и ресторани   | Саобраћај, складиштење и везе |
| Мушки  | 1                         | 0                             | 0                                    | 0                    | 0                             |
| Женски | 0                         | 0                             | 1                                    | 0                    | 0                             |
| УКУПНО | 1                         | 0                             | 1                                    | 0                    | 0                             |
| Пол    | Финансијско посредовање   | Некретнине                    | Државна управа и одбрана             | Образовање           | Здравствени и социјални рад   |
| Мушки  | 0                         | 0                             | 1                                    | 1                    | 0                             |
| Женски | 0                         | 0                             | 0                                    | 0                    | 1                             |
| УКУПНО | 0                         | 0                             | 1                                    | 1                    | 1                             |
| Пол    | Остале услужне активности | Приватна домаћинства          | Екстериторијалне организације и тела | Непознато            | Непознато                     |
| Мушки  | 0                         | 0                             | 0                                    | 0                    | 0                             |
| Женски | 0                         | 0                             | 0                                    | 0                    | 0                             |
| УКУПНО | 0                         | 0                             | 0                                    | 0                    | 0                             |